# Arnold Berger (Architekt)
Arnold Berger (* 10. Mai 1882 in Moutier, Bern; † 6. März 1956 in Caviano, Tessin) war ein Schweizer Architekt.

## Ausbildung und Beruf
Berger studierte zunächst am Technikum Biel. Nach dem Diplom 1905 führte er sein Studium an der Münchner Akademie fort. Daraufhin ging er nach Zürich. Um 1910 eröffnete er gemeinsam mit seinem Cousin Ewald Berger ein eigenes Büro in Luzern, in dem die Partner insgesamt etwa 50 Entwürfe realisierten, mehrheitlich Einfamilienhäuser im Heimatstil.
Ende der 1920er bis in die 1930er Jahre errichtete er eine Reihe von Gebäuden, die die ersten Vertreter des Neuen Bauens in Luzern darstellten, unter anderem das – mittlerweile nach heftiger Kontroverse grösstenteils abgerissene – Strandbad Lido, das Feuerwehrdepot Kleinmatt und das Geschäftshaus Werchlaube.

## Werke (Auswahl)
- Restaurant-Anbau, Hotel Bellevue, Rigi-Kaltbad, 1923
- Anbau, Hotel Terrasse, Vitznau, 1929
- Strandbad Lido, Luzern, 1929
- Überbauung Gopplismoos, Wohnbauten, Luzern, 1929
- Morgartenstr., Wohn- und Geschäftshaus, Luzern, 1929
- Eidgenössisches Verwaltungsgericht, Umbau, Luzern, 1931 (mit Marc Piccard)
- Eschenstr./Bleicherstr., Wohnbauten, Luzern, 1932
- Kleinmattstr., Feuerwehrdepot, Luzern, 1933
- Werchlaube, Wohn- und Geschäftshaus, Luzern, 1934

## Belege
1. ↑  Bosshard/Luchsinger: Das Strandbad Lido in Luzern. Chronik eines Projektes. eine Grossform für den Alltag. In: Werk, Bauen + Wohnen Bd. 87 (2000) Heft 11 S. 18, doi:10.5169/seals-65193

| Personendaten    | Personendaten       |
| ---------------- | ------------------- |
| NAME             | Berger, Arnold      |
| KURZBESCHREIBUNG | Schweizer Architekt |
| GEBURTSDATUM     | 10. Mai 1882        |
| GEBURTSORT       | Moutier, Bern       |
| STERBEDATUM      | 6. März 1956        |
| STERBEORT        | Caviano, Tessin     |